# Parrish (Alabama)
 Parrish, Alabama és una població dels Estats Units a l'estat d'Alabama. Segons el cens del 2000 tenia 1.268 habitants.

## Demografia
Segons el cens del 2000, Parrish tenia 1.268 habitants, 506 habitatges, i 358 famílies. La densitat de població era de 233,1 habitants/km².
Dels 506 habitatges en un 28,3% hi vivien nens de menys de 18 anys, en un 48,6% hi vivien parelles casades, en un 16,8% dones solteres, i en un 29,1% no eren unitats familiars. En el 25,1% dels habitatges hi vivien persones soles el 10,9% de les quals corresponia a persones de 65 anys o més que vivien soles. El nombre mitjà de persones vivint en cada habitatge era de 2,51 i el nombre mitjà de persones que vivien en cada família era de 3,01.
Per edats la població es repartia de la següent manera: un 23,7% tenia menys de 18 anys, un 8,5% entre 18 i 24, un 28,5% entre 25 i 44, un 24,1% de 45 a 60 i un 15,1% 65 anys o més.
L'edat mediana era de 39 anys. Per cada 100 dones hi havia 91,8 homes. Per cada 100 dones de 18 o més anys hi havia 86,2 homes.
La renda mediana per habitatge era de 21.711 $ i la renda mediana per família de 26.193 $. Els homes tenien una renda mediana de 25.341 $ mentre que les dones 16.900 $. La renda per capita de la població era d'11.270 $. Aproximadament el 21,3% de les famílies i el 24,2% de la població estaven per davall del llindar de pobresa.

## Poblacions properes
El següent diagrama mostra les poblacions més properes.